# Sieberhausen
Koordinaten: 51° 26′ N, 9° 16′ O
Sieberhausen ist ein ehemaliges Rittergut mit klassizistischem Herrenhaus in der Gemarkung von Zierenberg im nordhessischen Landkreis Kassel. Er liegt etwa 1,5 km nordwestlich von Hohenborn auf 295 m im oberen Warmetal am Südrand des Igelsbettes. Eine Verbindungsstraße führt von Hohenborn im Südosten nach Oberlistingen im Nordwesten.

## Geschichte
Der Ort wurde im Jahre 1273 erstmals urkundlich genannt, als der Ritter Dietrich Olla dem Kloster Aroldessen seinen Anteil an „ecclesia“ (Kirche) und „villa“ (Dorf) „Siborgehosen“ schenkte. Im Jahre 1322 wird das Dorf „Zyborgehosen“ als Familienbesitz derer von der Malsburg angeführt. Der Hof wurde von Georg von der Malsburg erbaut. Ab dem 15. Jahrhundert finden sich dann die Schreibweisen „Sibernchusen“ (1428), „Syberhusyrn“ (1429), „Siberhausen“ (um 1580) und „Sibershausen“ (1708/10). Ab 1428 hatte der Ort eine eigene Pfarrei unter dem Patronat derer von der Malsburg und mit einer Filialkirche in Niederlistingen. 1747 wurde Sieberhausen Vikariat von Oberlistingen.

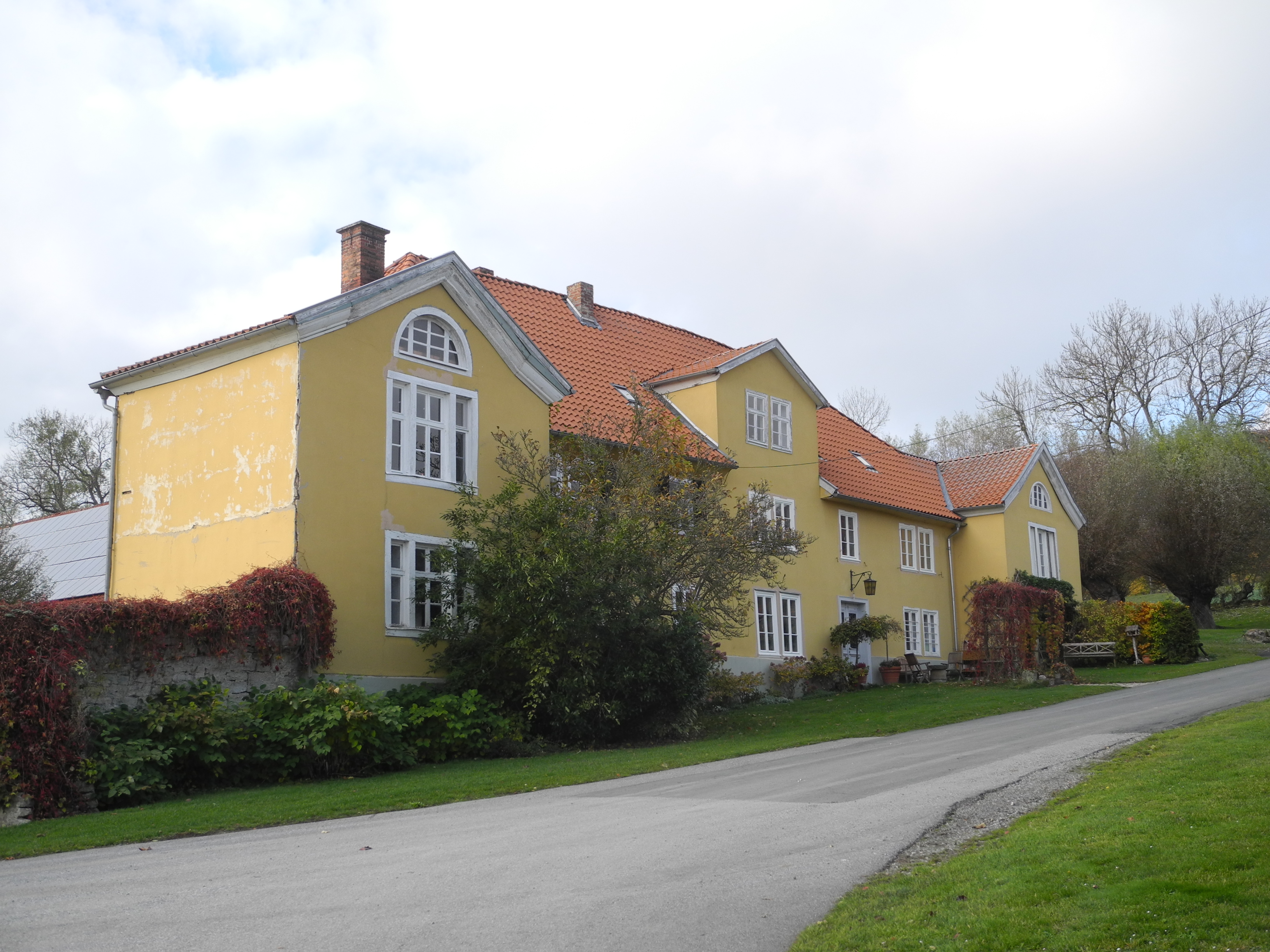
Das Herrenhaus

Als die von der Malsburg zu Sieberhausen im Jahre 1751 in der männlichen Linie ausstarben, kamen Gut und Dorf über weibliche Erbfolge an die Herren von Westphalen, 1781 durch Verkauf an die von Reineck, 1905 an August Maertens und schließlich in den 1920er Jahren in den Besitz des Bankiers Ernst Enno Russell, dessen Erben es, ebenso wie das Gut Hohenborn, noch heute innehaben. Der Gutsbezirk Sieberhausen, der 1885 142 ha Ackerland, 11 ha Wiesen und 12 ha Wald und Holzungen umfasste und in dem 22 Menschen lebten, wurde 1928 aufgelöst und nach Oberlistingen eingemeindet.

## Das Anwesen

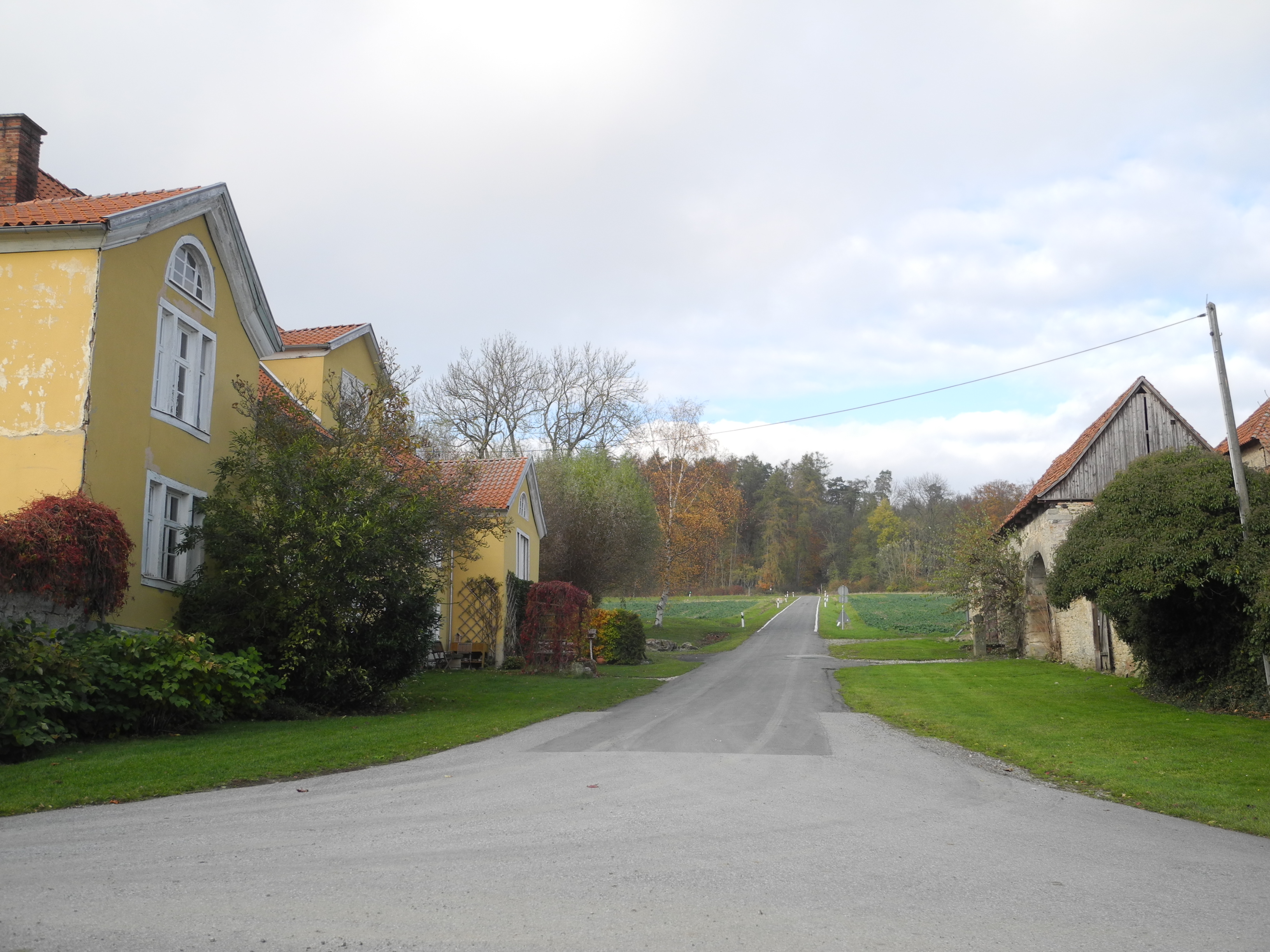
Straße durch das Gut (2019)

Sieberhausen besteht heute aus zwei jeweils rundum von Gebäuden und Mauern umschlossenen Höfen, zwischen denen die nach Süden abfallende Straße von Oberlistingen hindurchführt. Das um 1800 erbaute, zweistöckige Herrenhaus aus verputztem Fachwerk steht, mit der Front zur Straße, an der Ostseite des westlichen Hofs. Der symmetrische, fünfachsige Bau ist mit einem Krüppelwalmdach gedeckt und hat ein schlichtes Mittelportal und in beiden Geschossen Rechteckfenster. Ein Mittelrisalit, der oberhalb eines die gesamte Fassade waagerecht unterteilenden Plattengurtes von Lisenen eingefasst ist, durchstößt die Dachtraufe und enthält ein weiteres Geschoss mit eigenem Giebelabschluss. Um 1830 wurden im Norden und Süden jeweils ein etwas vorspringender Seitenflügel angebaut, mit dreiteiligen Fenstern in den beiden unteren Geschossen, mit profilierter Giebellinie und mit Halbkreisfenstern im Giebelfeld. Der Hof ist im Norden, Westen und Süden von Scheunen und Stallgebäuden umstanden, ebenso der östliche Hof. An dessen Westseite befindet sich ein schmucker Torbau aus der zweiten Hälfte des 17. Jahrhunderts. Er besteht aus verputztem Bruchstein, mit rundbogigen Sandsteingewänden und profilierten Kämpfersteinen in der Durchfahrt.